# Wi Ha-joon
Wi Ha-joon (tên thật Wi Hyun-yi; sinh ngày 5 tháng 8 năm 1991) là một diễn viên, người mẫu người Hàn Quốc. Anh được biết đến rộng rãi nhất qua vai diễn trong Trò chơi con mực (2021). Các bộ phim nổi bật khác của anh là Gonjiam: Bệnh viện ma ám (2018), Chị đẹp mua cơm ngon cho tôi (2018), Phụ lục tình yêu (2019), Trở lại tuổi 18 (2020), Nửa đêm (2021) và Người hùng điên rồ (2021–2022).

## Đời tư
Wi Ha-joon sinh ngày 5 tháng 8 năm 1991 ở xã Soan, huyện Wando, tỉnh Jeolla Nam, với tên thật là Wi Hyun-yi. Anh là em út trong gia đình với một chị gái và một anh trai. Anh người duy nhất sống với bố mẹ, chị gái anh đi du học khi còn nhỏ và sống ở Úc còn anh phải xa anh trai khi mới 5 tuổi. Anh đã tốt nghiệp khoa Sân khấu và Điện ảnh tại đại học Sungkyul ở thành phố Anyang, tỉnh Gyeonggi.
Anh đã từng tham gia và là trưởng câu lạc bộ nhảy ở trường cấp hai với mơ ước trở thành một nghệ sĩ giải trí. Ban đầu anh muốn trở thành một thần tượng nên đã đến Tokyo vào năm thứ 3 trung học và thử giọng cho SM Entertainment cũng như JYP Entertainment. Sau khi vượt qua vòng đầu tiên của SM, anh đã tham gia một bài kiểm tra camera nhưng không may đã bị từ chối. Sau đó, anh đăng ký vào một học viện diễn xuất và chuẩn bị cho kỳ thi tuyển sinh khoa sân khấu và điện ảnh để trở thành một diễn viên thực thụ. Có vài hình ảnh cho thấy anh từng xuất hiện trong các buổi diễn nhạc kịch trước khi trở thành diễn viên thực thụ.
Sau khi thử giọng nhưng không thành công, anh chỉ học được một học kỳ. Tháng 11 năm 2011, anh nhập ngũ vào Đơn vị Không quân 709, thực hiện nghĩa vụ quân sự trong Đội xung kích Cảnh sát Phòng Không và được bổ nhiệm lên trung sĩ trong khoảng thời gian 6 năm dự bị.

## Điện ảnh

### Phim truyền hình
| Năm     | Tựa phim                           | Tên tiếng Hàn          | Kênh      | Vai trò        |                 | Ghi chú |
| ------- | ---------------------------------- | ---------------------- | --------- | -------------- | --------------- | ------- |
| 2016    | Goodbye Mr. Black                  | 굿바이 미스터 블랙     | MBC       | Ha-joon        |                 |         |
| 2017    | My Golden Life                     | 황금빛 내 인생         | KBS2      | Ryu Jae-shin   |                 | [ 3 ]   |
| 2018    | Chị đẹp mua cơm ngon cho tôi       | 밥 잘 사주는 예쁜 누나 | JTBC      | Yoon Seung-ho  |                 | [ 4 ]   |
| 2018    | Matrimonial Chaos                  | 최고의 이혼            | KBS2      | Im Si-ho       |                 | [ 5 ]   |
| 2018    | With Coffee                        | 그날의 커피            | YouTube   | Lee Ha-Min     | Web drama       |         |
| 2019    | Phụ lục tình yêu                   | 로맨스는 별책부록      | tvN       | Ji Seo-joon    |                 | [ 6 ]   |
| 2020    | Trở lại tuổi 18                    | 18 어게인              | JTBC      | Ye Ji-hoon     |                 |         |
| 2021    | Trò chơi con mực                   | 오징어게임             | Netflix   | Hwang Jun-ho   |                 |         |
| 2021–22 | Người hùng điên rồ (Bad and Crazy) | 배드 앤 크레이지       | tvN iQiyi | K              | Diễn viên chính | [ 7 ]   |
| 2022    | Little Women                       | 작은 아씨들            | tvN       | Choi Do-il     | Diễn viên chính |         |
| 2023    | The Worst Evil                     | 최악의악               |           | Jeong Gi-cheol | Diễn viên chính |         |
| 2023    | K Project                          | K프로젝트              | TBA       | Kwon Jun-taek  |                 |         |
| 2024    | Đêm Lãng Mạn ở Hagwon              | 학원에서의 로맨틱한 밤 | tvN       | Lee Jun Ho     | Diễn viên chính |         |

## Âm nhạc
Đĩa đơn
| Tựa đề                              | Năm  | Album                        | Ghi chú |
| ----------------------------------- | ---- | ---------------------------- | ------- |
| "Maybe It's Too Late" (늦은 거겠지) | 2018 | Matrimonial Chaos OST Part 2 |         |

## Chương trình truyền hình
| Năm  | Tên                                                            | Vai trò   | Kênh        | Ghi chú             |
| ---- | -------------------------------------------------------------- | --------- | ----------- | ------------------- |
| 2016 | The Star Project                                               | Chính anh | V Live      |                     |
| 2018 | Island Trio                                                    | Chính anh | O'live, tvN | Mùa 2, khách mời    |
| 2021 | The Problem Son in the Rooftop Room ( Problem child in house ) | Chính anh | KBS2        | Khách mời , tập 134 |
| 2021 | Amazing Saturday                                               | Chính anh | tvN         | Khách mời , tập 190 |

## Giải thưởng và đề cử
| Năm  | Giải thưởng                                      | Thể loại               | Đề cử                        | Kết quả | Tham khảo |
| ---- | ------------------------------------------------ | ---------------------- | ---------------------------- | ------- | --------- |
| 2018 | Giải thưởng phim truyền hình Hàn Quốc lần thứ 11 | Diễn viên mới xuất sắc | Chị đẹp mua cơm ngon cho tôi | Đề cử   | [ 9 ]     |
| 2018 | Grand Bell Awards lần thứ 55                     | Diễn viên mới xuất sắc | Gonjiam: Haunted Asylum      | Đề cử   | [ 10 ]    |
| 2018 | Giải thưởng điện ảnh Rồng Xanh lần thứ 39        | Diễn viên mới xuất sắc | Gonjiam: Haunted Asylum      | Đề cử   | [ 11 ]    |
| 2019 | Chunsa Film Art Awards lần thứ 24                | Diễn viên mới xuất sắc | Gonjiam: Haunted Asylum      | Đề cử   |           |
| 2019 | Baeksang Arts Awards lần thứ 55                  | Diễn viên mới xuất sắc | Phụ lục tình yêu             | Đề cử   | [ 12 ]    |

## Liên kết
- Wi Ha-joon trên HanCinema
- Wi Ha-joon trên Instagram